# Chelonus severini
Chelonus severini är en stekelart som beskrevs av Mccomb 1968. Chelonus severini ingår i släktet Chelonus och familjen bracksteklar. Inga underarter finns listade i Catalogue of Life.